# Банга (персонаж)
Банга́ — собака, второстепенный персонаж романа «Мастер и Маргарита» Михаила Булгакова. Единственное существо, любящее одинокого Понтия Пилата, и единственное существо, к которому привязан прокуратор («..они, и пес и человек, любящие друг друга…»).
Входит в триаду животных, появившихся в романе и получивших имена: кот Бегемот у Воланда, милицейская собака-ищейка Тузбубен. При этом кот связывает Москву и Ершалаим, а Тузбубен и Банга — отдельные локусы.

## Описание персонажа
Гигантский остроухий пёс серой шерсти, в ошейнике с золочёными бляшками.
О его размерах говорят слова «пёс поднялся на задние лапы, а передние опустил на плечи своему хозяину, так что едва не повалил на пол».
В черновом варианте: жёлтый травильный дог Банга́, в чеканном ошейнике, с одним зелёным изумрудом.

## Роль в романе
Он находится «рядом с тем человеком, которого любил, уважал и считал самым могучим в мире, повелителем всех людей, благодаря которому и самого себя пес считал существом привилегированным, высшим и особенным».
Понимает и стремится снять боль прокуратора:
пес сразу понял, что хозяина его постигла беда. Поэтому он переменил позу, поднялся, зашел сбоку и передние лапы и голову положил на колени прокуратору, вымазав полы плаща мокрым песком. Вероятно, действия Банги должны были означать, что он утешает своего хозяина и несчастье готов встретить вместе с ним. Это он пытался выразить и в глазах, скашиваемых к хозяину, и в насторожившихся навостренных ушах
В сцене допроса, когда у прокуратора проходит головная боль, Иешуа Га-Ноцри говорит Пилату: «Ты не можешь даже и думать о чём-нибудь и мечтаешь только о том, чтобы пришла твоя собака, единственное, по-видимому, существо, к которому ты привязан…».
В черновом варианте «Копыто инженера» пёс Банга привиделся поэту в одном образном ряду с Пилатом, Иваном Грозным:
«Симпатяга этот Пилат, — подумал Иванушка, — псевдоним Варлаам Собакин…» —
— Где он? — дико вскричал Иванушка, — держите его, люди! Злодей! Злодей! Куси, куси, куси. Банга, Банга!

Но Банга исчез.
В финале пёс сопровождает Понтия Пилата в его последнем пути по лунной дорожке. Ибо «тот, кто любит, должен разделять участь того, кого он любит». Любящие друг друга Банга и Пилат, Маргарита и Мастер находят свой общий путь.

## Происхождение персонажа
Имя Банга восходит к домашнему имени супруги писателя Любови Евгеньевны Любанга, или сокращённо Банга. Любовь Белозерская-Булгакова в воспоминаниях писала: «имя Банга перешло в роман „Мастер и Маргарита“. Так зовут любимую собаку Пилата…».
Л. Е. Белозерская-Булгакова показала, что тема одинокого главного героя и его животного у Михаила Булгакова проходила также в таких произведениях, как:
- «Театральный роман» (Максудов, от лица которого ведётся повествование, в своём одиночестве ищет «помощи и защиты от смерти», и её оказалась найденная им старая кошка, «дымчатый тощий зверь»);
- пьеса «Адам и Ева» (1931 г., академик Ефросимов и пёс Жак[3][4]).

В черновом варианте первой главы романа, о встрече поэта с Воландом на Патриарших прудах, в видениях Иванушки «симпатяга этот Пилат» имеет «псевдоним Варлаам Собакин…». Это отсылка к «Посланию в Кирилло-Белозерский монастырь» Ивана Грозного: «есть Пилат — Варлаам Собакин». В оригинале
…Варламъ Сабакинъ.., то есть Михаил Булгаков цитировал текст по современной транскрипции. Комментатор академического издания Я. С. Лурье подсказывает, что «речь идёт, очевидно, о родиче одной из жён Ивана IV, Марфы Собакиной, Василии-Варлааме Собакине, постриженном после смерти Марфы в 1572 г. в Кирилловом монастыре».
Для понимания развития черновика в роман цитата из Послания…:
... да никто из вас не предаст заветов чудотворца, подобно Иуде, за серебро или, как сейчас, ради удовлетворения своих страстей. Ибо есть и у вас Анна и Кайафа — Шереметев и Хабаров, и есть Пилат — Варлаам Собакин, ибо он послан от царской власти, и есть Христос распинаемый — поруганные заветы чудотворца. Ради Бога, святые отцы, ведь если вы в чем-нибудь малом допустите послабление, оно обратится в великое.
В Послании… говорится о предательстве «заветов чудотворца, подобно Иуде, за серебро или, как сейчас, ради удовлетворения своих страстей», а Булгаков выделил крупными буквами «Delatores — доносчики» наверху над планом главы с условным названием «История у [Каиафы] в ночь с 25 на 2[6]…»
Кайафа в Послании...  повторяется уже в первых набросках вступительных глав, в самом романе будет развитый персонаж Каиафа.
Анна в Послании...  — не женское имя, а мужское, так звали тестя Каиафы (из комментария Виктора Лосева: «низложенный ранее первосвященник, фактически обладавший реальной властью»). В набросках романа Иисуса Христа привели «…прямо к Анне».